# Roman Schwarzman

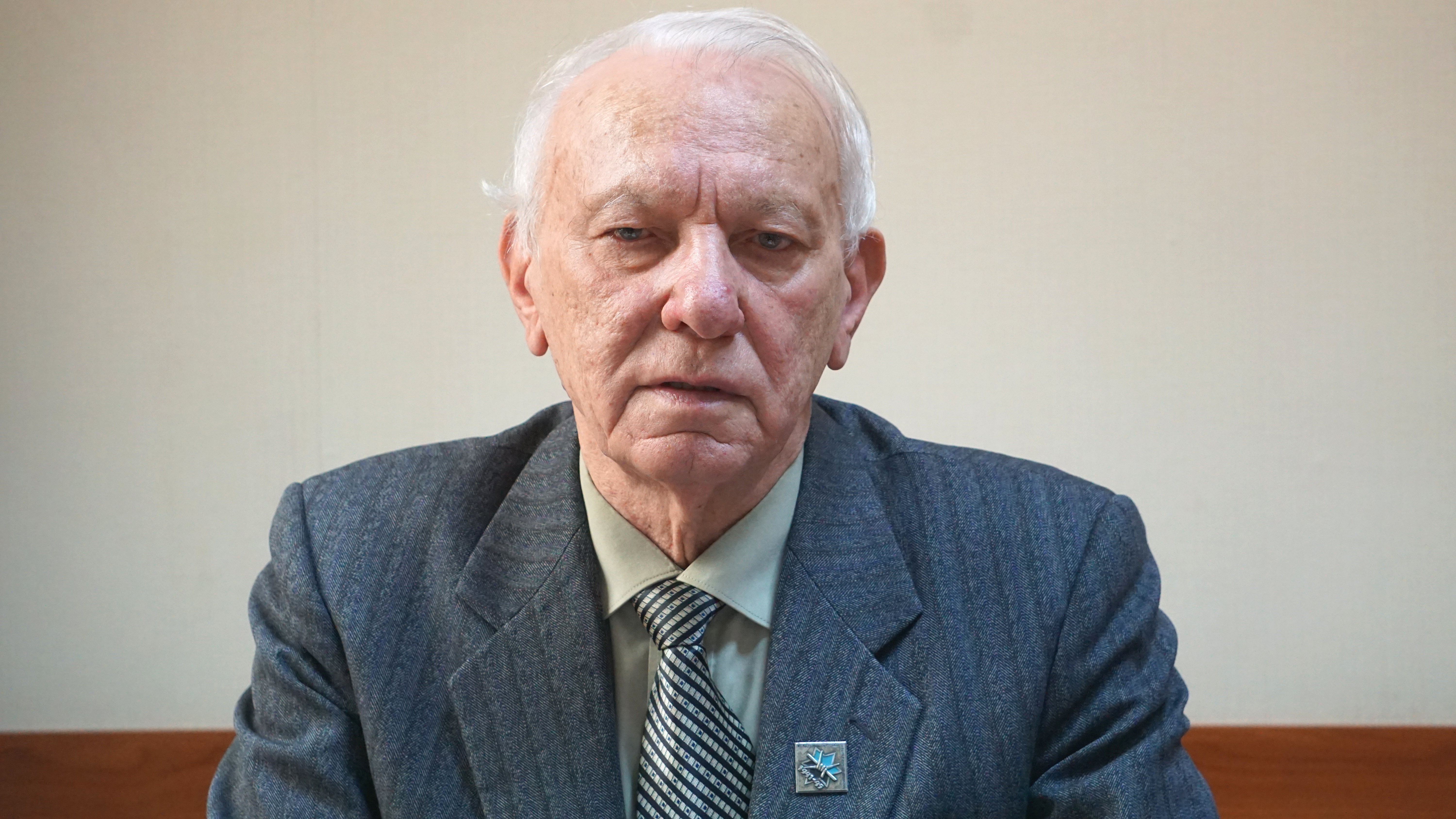
Roman Schwarzman (2018)

Roman Markowytsch Schwarzman (ukrainisch Роман Маркович Шварцман Roman Markovych Shvartsman; geboren am 7. November 1936 in Berschad, Ukrainische SSR) ist ein ukrainischer Schlosser und Maschinenbauingenieur. Er ist Überlebender des Holocaust, ist Vorsitzender des Regionalen Verbandes Odessa der ehemaligen Ghetto- und Konzentrationslagerhäftlinge und wirkt als Zeitzeuge.

## Leben
Roman Schwarzman entstammte einer kinderreichen jüdischen Familie. Seine Mutter war Hausfrau, sein Vater arbeitete als Wachmann in einer Brennerei. Er war das siebente von neun Kindern. Die Familie war arm. Man habe nur zwei Betten besessen, die Wände waren aus Lehm geformt. Sein Vater und sein älterer Bruder wurden im Großen Vaterländischen Krieg zum Kriegsdienst eingezogen. Die Mutter blieb mit acht Kindern zurück und versuchte vergeblich zu flüchten. 1941 wurden die Mutter, der kleine Junge und seine Geschwister verhaftet und in das deutsch-rumänisch kontrollierte Ghetto Berschad interniert – zusammengepfercht mit 25.000 weiteren Juden aus der Umgebung und aus Bessarabien. Die unerträglichen Zustände im Ghetto prägten sein gesamtes Leben. „Ich erinnere mich immer noch an den Geschmack des Wassers, das die Besatzer nach dem Waschen des Fleisches weggeschüttet haben“, berichtete er 2025 im Deutschen Bundestag. Im Gegensatz zu zwei Brüdern konnte er die NS-Zeit überleben, er wurde am 29. März 1944 – im Alter von sieben Jahren – von der Roten Armee befreit. Der Vater kehrte 1946 aus dem Krieg zurück.

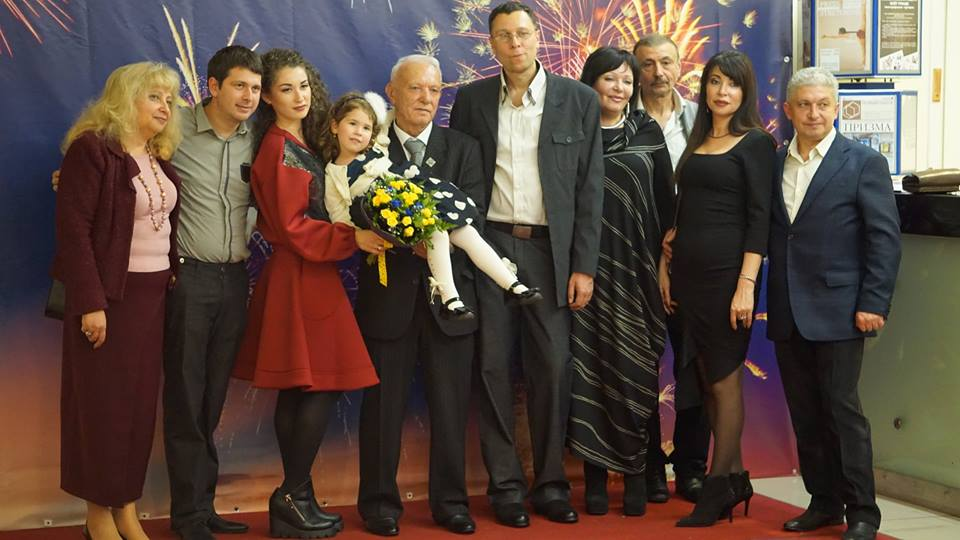
Roman Schwarzman im Kreise seiner Familie, 2016

1955 zog er nach Odessa und absolvierte eine Lehre als Schlosser. Von 1957 bis 1963 studierte er Maschinenbau an der Nationalen Schifffahrtsakademie Odessa. 1959 gründete er eine Familie. Sein gesamtes Berufsleben verbrachte er in der Firma Poligrafmasch. Lange Jahre verschwieg er, ein Opfer der Judenverfolgung gewesen zu sein – aus Sorge vor Repressalien in der damaligen Sowjetunion. Im höheren Alter fand er zur Religion, mit 75 Jahren ließ er sich beschneiden.
Er ist vom russischen Angriffskrieg auf die Ukraine betroffen. Am 29. Dezember 2023 wurde während der Bombardierung von Odessa die Wohnung der Schwarzmans durch einen russischen Flugkörper zerstört. Da hat eine Rakete das Nachbarhaus getroffen. Schwarzman schilderte: „nach der Entwarnung sind wir zurück, und auch unsere Wohnung war zerstört und zerbombt. Die Explosion hat einen 50 Meter großen Krater gerissen“.

## Wirken als Funktionär und Zeitzeuge
Ab 1992 übernahm er Funktionen bei nationalen und internationalen Gedenkorganisationen. Der von ihm geführte Regionale Häftlingsverband Odessa baute das Holocaust Museum Odessa auf. Er setzt sich seit Jahren für die Errichtung eines Denkmals in Odessa ein, welches an die 25.000 Juden erinnern soll, die im Oktober 1941 von rumänischen Soldaten und deutschen Sondereinheiten in leerstehende Lagerhallen gepfercht und bei lebendigem Leib verbrannt wurden.
Im Oktober 2022 nahm er an der Internationalen Konferenz International Law Against Genocide. International Conference on Russia's War Against Ukraine teil, die vom Zentrum Liberale Moderne, dem Raoul Wallenberg Zentrum für Menschenrechte, dem Atlantic Council und dem Ukrainian Jewish Encounter veranstaltet wurde.
Am 27. Januar 2023 und am 29. Januar 2025 nahm Schwarzman an Gedenkstunden des Deutschen Bundestags für die Opfer des Nationalsozialismus teil. Er berichtete vom Terror seiner Kindheit, der Flucht unter Bombenbeschuss und vom Rassenwahn des NS-Regimes. Er erinnerte daran, dass – im Gegensatz zu ihm – anderthalb Millionen ukrainischer Juden nicht überleben konnten. Seine Rede gipfelte in einem leidenschaftlichen Plädoyer für die Unterstützung der Ukraine gegen die russischen Angriffskrieg. Schwarzman zog Analogien zwischen dem Vernichtungswillen von damals und dem von heute: „Damals wollte Hitler mich töten, weil ich Jude bin. Jetzt versucht Putin mich zu töten, weil ich Ukrainer bin“. Er endete mit einigen Worten auf Jiddisch: „Die Erinnerung an die Opfer des Nationalsozialismus muss für uns ein Leitgedanke sein und uns dazu verpflichten, eine Zukunft aufzubauen, in der Menschlichkeit und Gerechtigkeit keine leeren Worte sind.“ Umrahmt wurde die Gedenkstunde des Jahres 2025 mit Musikstücken von drei vom NS-Regime verfolgten Komponisten, Gideon Klein (1919–1945), Felicitas Kukuck (1914–2001) und Hans Gál (1890–1987).
Eine seiner zentralen Forderungen, ebenfalls im Bundestag vorgetragen, lautet: „Die Welt muss aufhören Angst zu haben“.

## Auszeichnungen (Auswahl)
- 2006 Verdienstorden der Ukraine, 3. Klasse
- 2013 Verdienstorden der Ukraine, 2. Klasse
- 2018 Verdienstorden der Ukraine, 1. Klasse
- 2020 Bundesverdienstkreuz am Bande[4]